# 山桜 (藤沢周平の小説)
『山桜』（やまざくら）は、藤沢周平の短編小説。また、これを原作とする2008年公開の日本映画。

## 小説
- 初出:「小説宝石」昭和55年2月号（1980年）
- 短編集『時雨みち』（1981年4月、青樹社 ISBN 4-7913-0027-0） 所収

## 映画
2008年5月31日に全国公開された。藤沢の出身地である山形県では4月より先行上映が開始された。

### ストーリー
海坂藩の下級武士の娘・野江は、前の夫に病気で先立たれ、磯村庄左衛門と再婚していた。叔母の墓参りの帰りに、磯村との縁談がある以前に縁談の申込があった、剣術の名手、手塚弥一郎と偶然出会う。山桜が満開のころであった。野江が手塚からの縁談を断ったのは、剣術の名手は怖い人、という先入観を持っていたからであった。しかし、実際に話をしてみると手塚は、野江が思っていたのとはまるで正反対の心の優しい男であると分かり、その時から野江は手塚のことを意識するようになった。婚家の日夜は幸せではない。

そのころ、凶作が続き藩の財政があやういときに乗じて、重臣諏訪平右衛門は私腹を肥やしていた。磯村はこの諏訪に取り入って儲ける算段であった。藩内の不満や百姓の申し立ても諏訪は握りつぶし、これを知った手塚は、城中で諏訪を襲い殺傷する。お咎めは、しかし長期の投獄にとどまる。野江は磯村と離縁し、殿が江戸から帰り、奸臣を討った手塚が許される日を祈りながら、手塚の母・志津とともに待ち続けるのであった。山桜が満開のころである。

### 登場人物
- 磯村野江 - 田中麗奈
- 手塚弥一郎 - 東山紀之
- 浦井七左衛門 - 篠田三郎
- 浦井瑞江 - 檀ふみ
- 手塚志津 - 富司純子
- 浦井新之助 - 北条隆博
- 浦井勢津 - 南沢奈央
- 磯村左次衛門 - 高橋長英
- 磯村富代 - 永島暎子
- 磯村庄左衛門 - 千葉哲也
- 諏訪平右衛門 - 村井国夫
- 保科忠右衛門 - 並樹史朗
- 堀井甚兵衛 - 石原和海
- 治平 - 松澤仁晶
- さよ - 村尾青空
- 吾助（さよの父） ‐ 綱島郷太郎
- さよの祖父 ‐ 伊藤幸純
- うめ（さよの祖母） ‐ 森康子
- 源吉 - 樋浦勉
- 肴屋 - 鬼界浩巳
- 住職 - 江藤漢斉
- たか - 藤沢玲花
- 安藤一夫、矢柴俊博、諏訪太朗、佐藤恒治、高杉航大、桂亜沙美、浅川稚広、時任歩、森聖二、瀬木一将、加賀谷圭　ほか

### スタッフ
- 監督 - 篠原哲雄
- 脚本 - 飯田健三郎、長谷川康夫
- 音楽 - 四谷卯大
- 撮影 - 喜久村徳章
- 照明 - 長田達也
- 美術 - 金田克美
- 録音 - 武進
- 編集 - 奥原好幸
- 視覚効果 - 松本肇
- 助監督 - 山田敏久
- 主題歌 - 「栞」歌 一青窈
  - 作詞 一青窈   作・編曲 武部聡志
- 殺陣 - 高瀬将嗣
- 題字 - 武田双雲
- ロケ協力 - 庄内映画村、ながのフィルムミッション　ほか
- スタジオ - 日活撮影所
- 現像 - IMAGICA
- 特別協力 - 安田匡裕
- プロデュース - 森谷晃育、杉浦敬、柳沢光俊、林裕之
- 製作委員会メンバー - バンダイビジュアル、ジェネオンエンタテインメント、テレビ朝日、テンカラット、日楽堂、デスティニー